# Уэбстер, Пол (кёрлингист)
Пол Уэ́бстер (англ. Paul Webster; род. 1975, Питерборо, Онтарио) — канадский кёрлингист и тренер по кёрлингу.
Как тренер различных национальных сборных Канады участник зимних Олимпийских игр 2018 (смешанная парная сборная Канады стала олимпийскими чемпионами с его участием как национального тренера Ассоциации кёрлинга Канады, англ. National Coach), чемпионатов мира и других крупных международных турниров.
Как кёрлингист участник чемпионата Канады среди юниоров 1995 (команда провинции Онтарио, заняли седьмое место) и чемпионата Канады среди мужчин 2023 (стали бронзовыми призёрами).

## Достижения
- Чемпионат Канады по кёрлингу среди мужчин: бронза (2023).

## Команды
| Сезон   | Четвёртый       | Третий       | Второй        | Первый      | Запасной    | Турниры            |
| ------- | --------------- | ------------ | ------------- | ----------- | ----------- | ------------------ |
| 1994—95 | Patrick Ferris  | Chris Schell | Bryan Johnson | Пол Уэбстер |             | ЧКЮ 1995 (7 место) |
| 2022—23 | Брендан Боттчер | Марк Кеннеди | Бретт Галлант | Бен Хеберт  | Пол Уэбстер | ЧК 2023            |

(скипы выделены полужирным шрифтом)

## Результаты как тренера национальных сборных
| Год  | Турнир                                              | Сборная                               | Место |
| ---- | --------------------------------------------------- | ------------------------------------- | ----- |
| 2008 | Чемпионат мира по кёрлингу среди смешанных пар 2008 | Канада (смешанная пара)               | 5     |
| 2018 | Зимние Олимпийские игры 2018                        | Канада (смешанная пара)               | 1     |
| 2019 | Кубок мира по кёрлингу 2018/2019 (финал)            | Канада (мужчины) (скип: Кевин Куи)    | 1     |
| 2019 | Кубок мира по кёрлингу 2018/2019 (финал)            | Канада (мужчины) (скип: Мэтт Данстон) | 7     |
| 2025 | Чемпионат мира по кёрлингу среди мужчин 2025        | Канада (мужчины)                      | 3     |

## Частная жизнь
Женат, жена — кёрлингистка Кристал Уэбстер, у них две дочери.
Начал заниматься кёрлингом в 1985, в возрасте 10 лет, с конца 1990-х занялся тренерской работой.